# Poa tacanae
Poa tacanae är en gräsart som beskrevs av Jason Richard Swallen. Poa tacanae ingår i släktet gröen, och familjen gräs. Inga underarter finns listade i Catalogue of Life.